# Nissan Bluebird Sylphy
Nissan Bluebird Sylphy — компактный автомобиль японской компании Nissan, созданный на платформе MS, выпускаемый с передним и полным приводом. Седаны Nissan Bluebird Sylphy можно назвать флагманами C-сегмента в модельном ряду Nissan для внутреннего японского рынка. На такой же платформе MS построен целый ряд автомобилей компании Nissan для внешних и внутреннего рынков: Sunny, Almera, Sentra, Almera Tino, Wingroad, AD.

## Первое поколение (G10)
Модель в кузове G10 — автомобили, выпускавшиеся с 2000 по 2005 год с двигателями QG15DE, QG18DE и QR20DD. Дизайн кузова, названный авторами «телом дельфина», представляет собой вариацию на тему биодизайна, популярного в 1990-х годах. Интерьер выдержан в бежевом цвете, под который подобраны панели под дерево и фитинги с титановым покрытием. Закруглённые обводы крыши обеспечивают на передних сидениях запас пространства над головой.
Некоторые автомобили оснащались климат-контролем (опция), заводом предусмотрено наличие 4 динамиков, кожаного рулевого колеса с регулировкой в двух положениях (опция), возможность автоматического складывания наружных зеркал заднего вида также является опцией. Как опция предлагалась камера заднего вида. Устанавливаемый на машине двигатель с рабочим объёмом 1.8 литра аттестован как мотор 3-звёздочной группы[прояснить], но ряд автомобилей выпускался и по 5-звёздочной группе, по части безопасности содержания вредных веществ в выхлопных газах, а также малому расходу топлива.
Кроме этого имеется модификация, оснащённая 1.5-литровым (QG15DE, 105 л. с.), а также 2-литровым (QR20DD, система непосредственного впрыска топлива Neo Di) мотором. Последний силовой агрегат работает в паре с вариатором, имеющим режим ручного переключения по 6 предустановленным передаточным числам. Для модели с 1.8-литровым (QG18DE, 115 л. с.) мотором предусмотрен вариант с полным приводом.
Nissan Bluebird Sylphy в кузове G10 выпускался как с автоматической, так и с механической коробками передач. Тормоза передних колёс являются дисковыми, задних — барабанными. На всех модификациях автомобилей этой группы предусмотрена установка ABS.

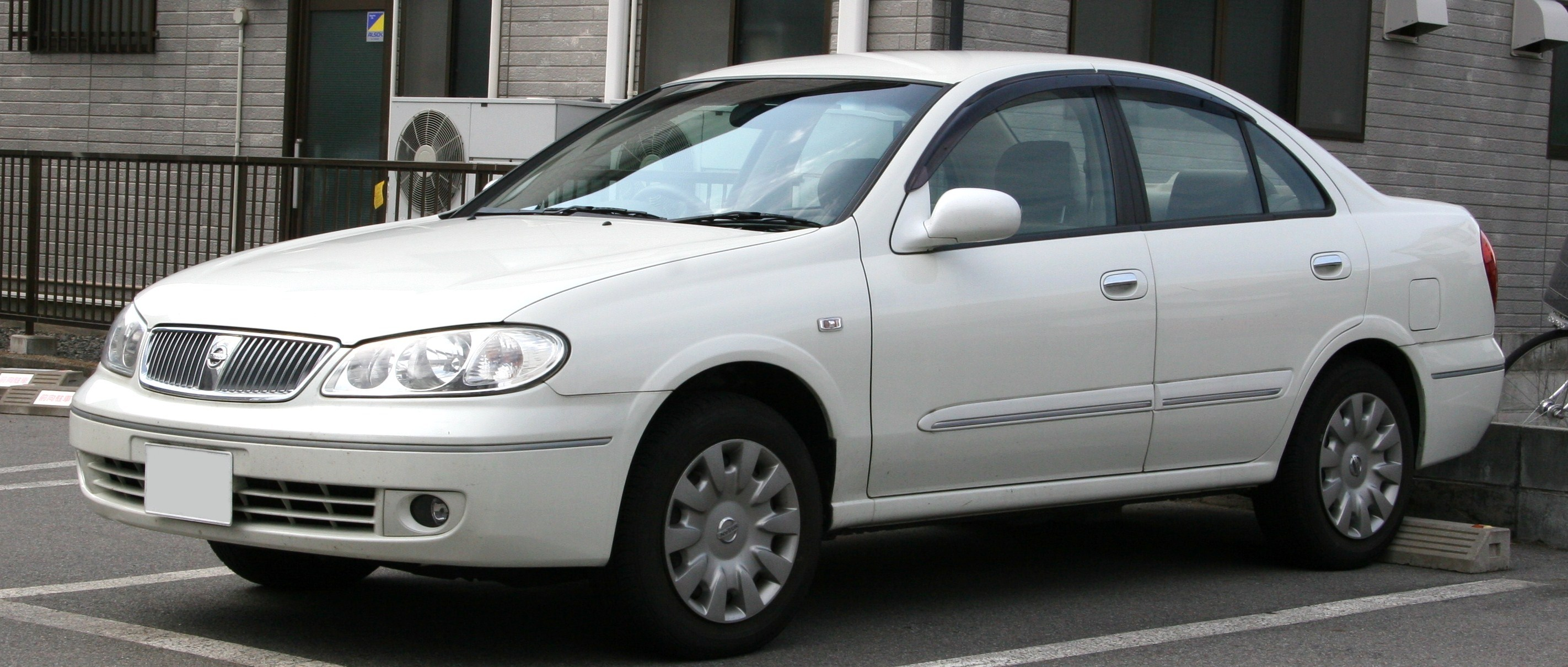
Nissan Bluebird Sylphy 2003–2005

## Второе поколение (G11)
Второе поколение автомобиля выпускается с 2006 года и оснащается моторами объёмом 1,5-2,0 литра и 4АКПП или вариатором. Доступны следующие комбинации двигателя/трансмиссии: 1,5 л + 4АКПП (модификация «15S»), 2 л + вариатор («20S», «20M», «20G»), 1,5 л + 4АКПП + полный привод («15M FOUR») — всего пять вариантов.
Новая модификация доступна в 4 цветах: pale sapphire black, diamond silver metallic, amethyst grey pale metallic и white pale pearl.
Двери, переключатели и руль имеют алюминиевую отделку. В салоне автомобиля доминирует чёрный цвет. Решётка радиатора тёмно-серого цвета, передние противотуманные фары встроены в бампер, а остекление защищает от ультрафиолета; кроме того, машина получила 15-дюймовые колпаки колёс. Кресла теперь обшиваются материалом, насыщенным аминокислотами (технология «HADASARA»). Кроме того, «интеллектуальная» система кондиционирования воздуха теперь оснащается ещё более эффективным фильтром, задерживающим аллергены. В качестве опции возможно оснащение автомобиля новым задним спойлером.
1,5-литровые модели автомобилей выпускались как переднеприводные, так и полноприводные, в то время как 2,0-литровые модификации были только переднеприводные. Одометр/счётчик пути отображает информацию о расходе бензина и поддерживает режим «Eco Drive».
В конце 2012 года на платформе B0 и кузове от Nissan G11 с незначительными внешними изменениями началось производство «автомобиля под названием Nissan Almera на мощностях АвтоВАЗа в г. Тольятти.

## Третье поколение (G17)
C 2012 года автомобиль выпускается под наименованием Nissan Sylphy (для внутреннего рынка Японии) и Nissan Sentra (для европейского и североамериканского рынков).

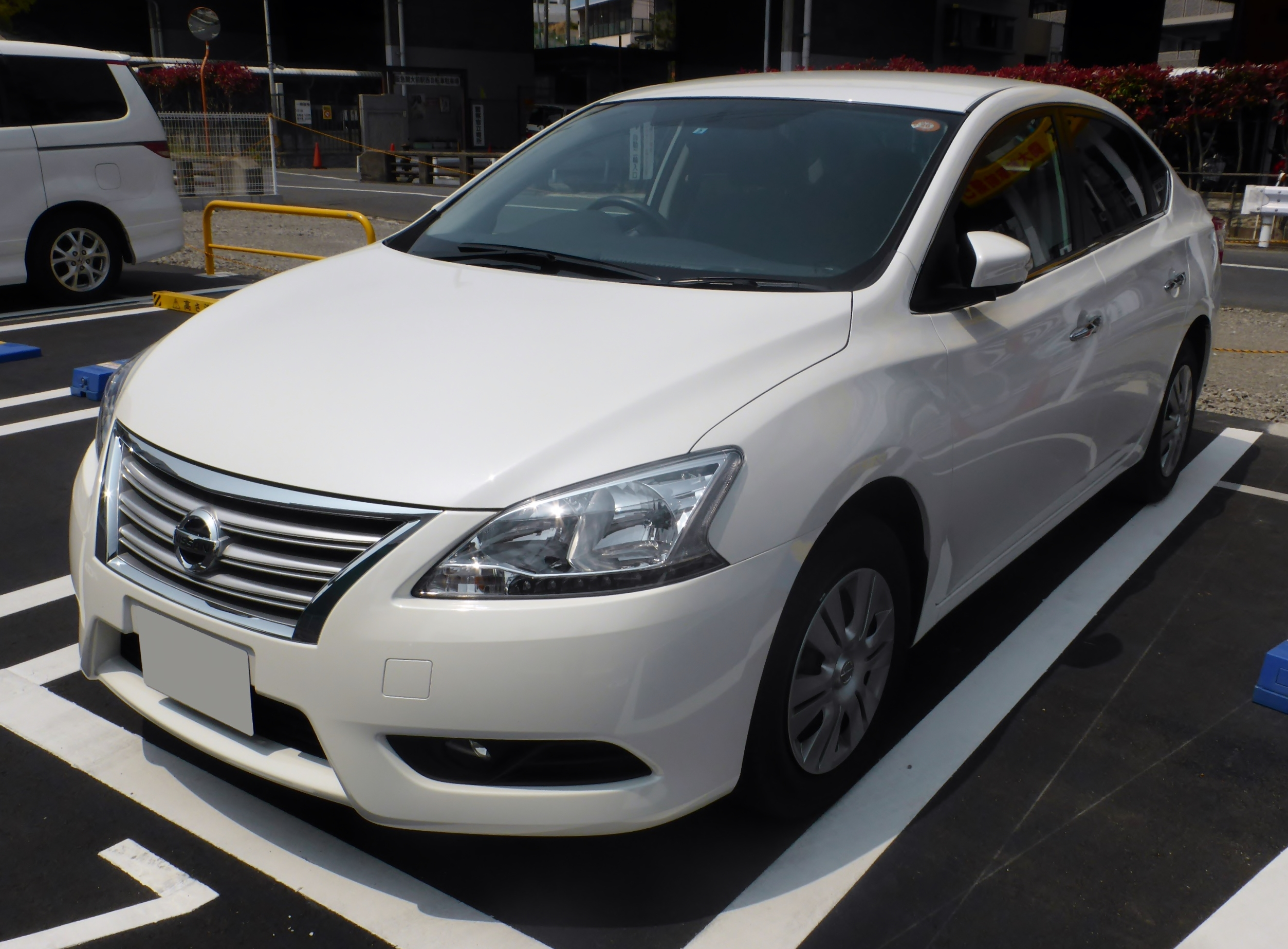
Nissan SYLPHY S (для внутреннего японского рынка).

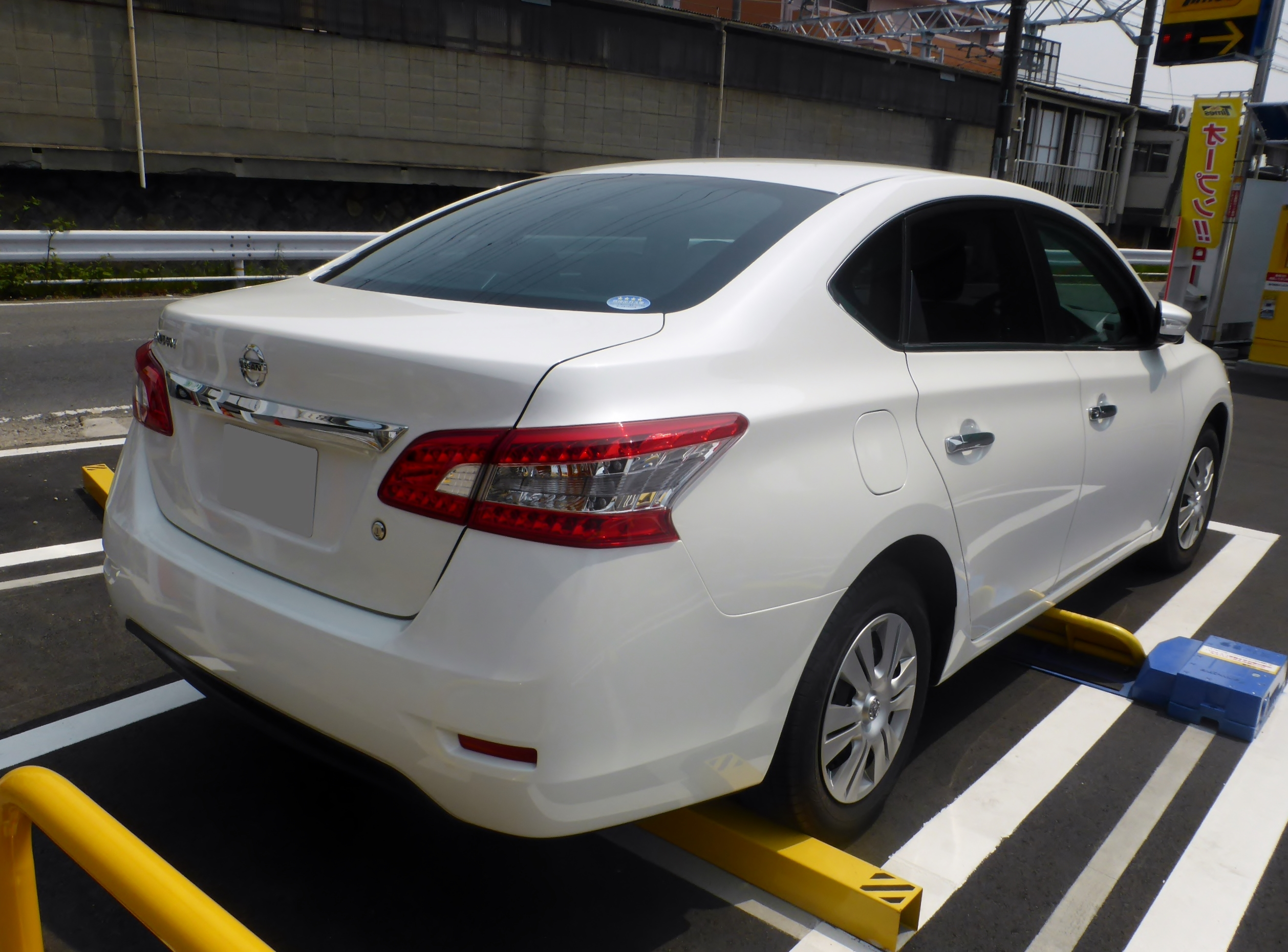
Nissan SYLPHY S (для внутреннего японского рынка). Вид сзади.